# Ballersdorf
Ballersdorf je francouzská obec v departementu Haut-Rhin v regionu Grand Est. V roce 2018 zde žilo 820 obyvatel.

## Poloha obce
Sousední obce jsou: Altenach, Carspach, Dannemarie, Fulleren, Gommersdorf, Hagenbach a Saint-Ulrich.

## Vývoj počtu obyvatel
Počet obyvatel